# شهرستان ایپاتوفسکی
شهرستان ایپاتوفسکی (به لاتین: Ipatovsky District) یک شهرستان در روسیه است که در سرزمین استاوروپول واقع شده‌است.